# Bruch (stanice visuté dráhy ve Wuppertalu)
Bruch (německy Schwebebahnstation Bruch) je stanice visuté dráhy ve Wuppertalu, která se nachází za konečnou stanicí Vohwinkel.

## Charakteristika
Stanice je nadzemní (nachází se nad ulicí mezi domy) se dvěma bočními nástupišti a byla otevřena 24. května 1901. Je postavena stejně jako stanice Hammerstein a Sonnborner Straße, kdy stanice a trať je zavěšena na ocelových sloupech. Je obložena sklem, nástupiště je ze dřeva.